# Anne Barnhoorn
 (octobre 2018).
Si vous disposez d'ouvrages ou d'articles de référence ou si vous connaissez des sites web de qualité traitant du thème abordé ici, merci de compléter l'article en donnant les références utiles à sa vérifiabilité et en les liant à la section « Notes et références ».
Anne Barnhoorn, née le 4 juillet 1982 aux Pays-Bas, est une scénariste et réalisatrice néerlandaise.

## Filmographie

### Comme scénariste
- 2008 : Craving de Sacha Polak[2]
- 2012 : De Ontmaagding Van Eva Van End de Michiel ten Horn[3]
- 2014 : Aanmodderfakker de Michiel ten Horn[4]
- 2015 : Jack's Wish de Anne de Clercq[5]
- 2016 : Mister Coconut de Margien Rogaar[6]
- 2016 : Adios Amigos de Albert Jan van Rees[7]
- 2017 : Ashes to Ashes de Steye Hallema, Jamille van Wijngaarden et Ingejan Ligthart Schenk[8]

### Comme réalisatrice
- 2017 : Happy Hannah[9]

## Crédit d'auteurs
- (nl) Cet article est partiellement ou en totalité issu de l’article de Wikipédia en néerlandais intitulé « Anne Barnhoorn » (voir la liste des auteurs).